# Большая Промышленная
Большая Промышленная (в верховье Долгополиха) — река в России, протекает по Кемеровскому району Кемеровской области. Устье реки находится в 285 км от устья реки Томь по правому берегу. Длина реки составляет 84 км, площадь водосборного бассейна — 568 км².

## Притоки
(расстояние от устья)
- 31 км: Малая Промышленная лв
- 51 км: Шурчак лв
- 54 км: Садская лв
- 67 км: Северная Ключевая лв
- 70 км: Бусалаиха лв

## Данные водного реестра
По данным государственного водного реестра России относится к Верхнеобскому бассейновому округу, водохозяйственный участок реки — Томь от города Новокузнецк до города Кемерово, речной подбассейн реки — Томь. Речной бассейн реки — (Верхняя) Обь до впадения Иртыша.